# Rakkenpolle
De Rakkenpolle of Rakkenpôle is een kunstmatig eiland in het Heegermeer, in de Friese gemeente Súdwest-Fryslân. Op het eiland zijn aanlegplaatsen voor kleine bootjes en het eiland wordt dan ook voornamelijk gebruikt voor recreatie. Op het eiland zijn toiletten  en vuilcontainers aanwezig en zijn er plaatsen op het eiland bestemd voor kampvuren. De Rakkenpolle behoort tot de passantenhaven te Heeg en wordt door bijbehorende personeel verzorgd.